# 德羅布施湖
52°8′22″N 14°3′22″E / 52.13944°N 14.05611°E

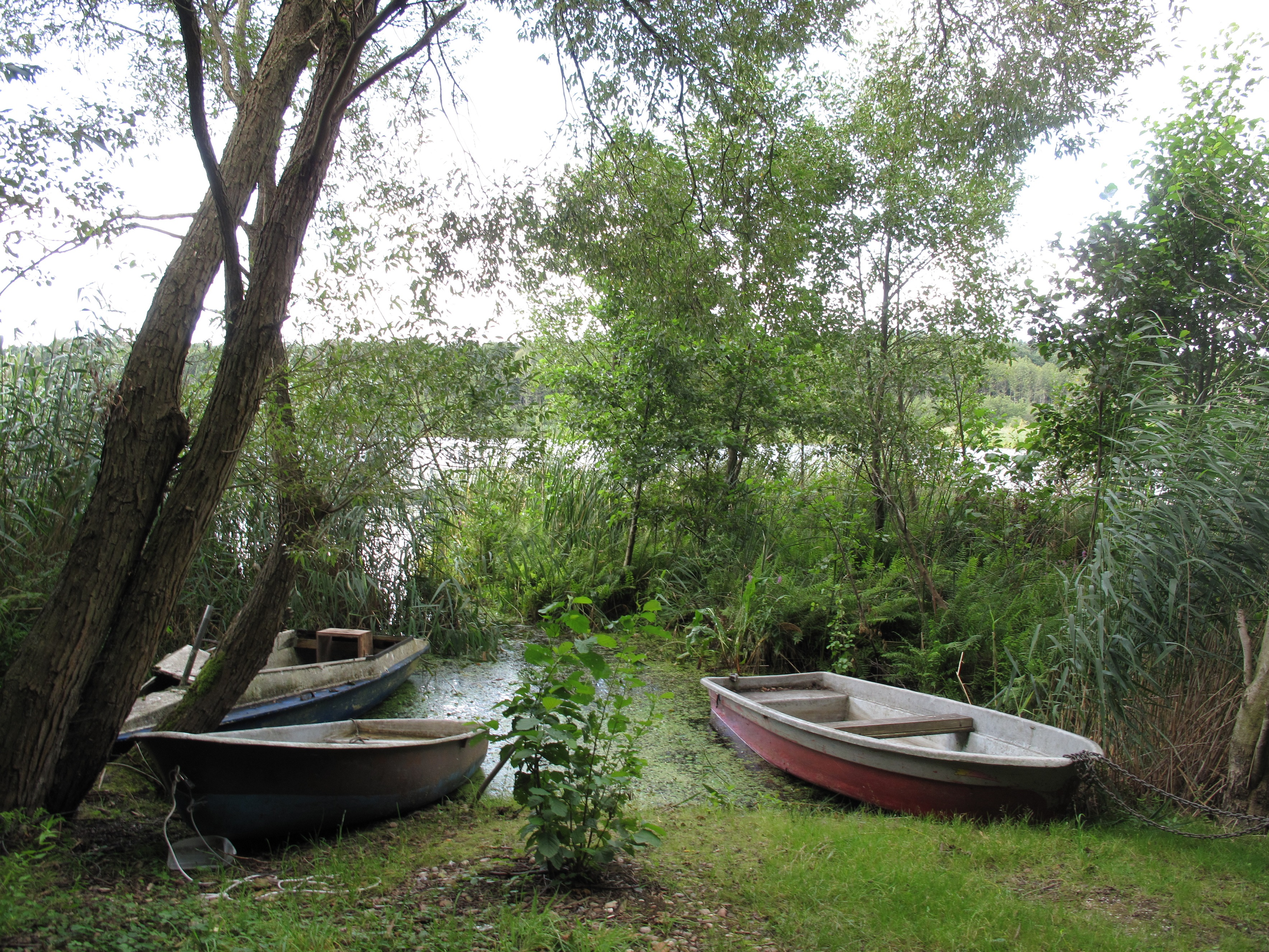

德羅布施湖（德語：Drobschsee），是德國的湖泊，位於該國東北部，由勃蘭登堡州負責管轄，處於奧得-施普雷縣，長1.2公里、寬0.2公里，面積0.13平方公里，海拔高度44米，湖岸線長度2.7公里。